# نینیو خسوس
نینیو خسوس (اسپانیایی: Niño Jesús‎) یکی از محله‌های شهر مادرید است که در ناحیهٔ رتیرو واقع شده‌است. مساحت این منطقهٔ شهری، ۰٫۶۴۳۲۰۲ کیلومتر مربع است.